# Batalla naval de Ragusa
La batalla naval de Ragusa, hoy llamada Dubrovnik, se produjo en el mar Adriático el 22 de noviembre de 1617 entre la escuadra española del virrey de Nápoles, el III.er duque de Osuna Pedro Téllez-Girón y Velasco (1574-1624), al mando del almirante español Francisco de Ribera, y otra de la República de Venecia al mando del almirante Lorenzo Venier.

## Trasfondo
En diciembre de 1616 llegaba a su punto álgido la tensión entre entre España y Venecia, proveniente de los sumisos tratos comerciales que la república mantenía con el Imperio otomano y de su rivalidad mercantil con Portugal. La república había financiado a franceses y saboyanos durante la guerra de sucesión de Montferrato contra España y trataba de acaparar la navegación por el mar Adriático. En respuesta a sus agravios sobre mercantes españoles, el Duque de Osuna dio a sus almirantes, Francisco de Ribera y Octavio de Aragón, la orden de hacer el corso sin cuartel contra Venecia. El tráfico mercante veneciano fue desbaratado, sus naves militares fueron vencidas en varias escaramuzas y se cañonearon sus puertos aliados en Zara y Espalatro. Osuna ambicionaba destruir el poder veneciano por siempre y convertir la ciudad napolitana de Bríndisi en el nuevo gran puerto mediterráneo.
La república salió al encuentro con toda su armada al mando del almirante Justo Antonio Belegno, pero aunque jugaron al gato y al ratón con Ribera, amenazándole con el triple de naves, debieron ellos mismos de huir con bajas cuando Aragón llegó para unir sus fuerzas, aún pequeñas en comparación. Osuna hizo múltiples aliados en la república de Ragusa y entre los uscocos, piratas y corsarios croatas afines a los Habsburgo que luchaban contra Venecia, por lo que Venecia, después de otra intentona naval fallida al mando de Giacomo Zane, trató proverbialmente de comprar los servicios de la armada otomana para asistirles, pero el plan sólo facilitó que las galeras españolas capturaran varios buques mensajeros portando 400.000 ducados. Osuna incluso se carteó con los turcos para probar a malmeterles contra Venecia. Sin embargo, la corte de Felipe III cedía a las antipatías cortesanas por el virrey y prefería conservar la paz conseguida en el Monferrato, por lo que se ordenó a Osuna cesar con su corso y devolver los buques incautados. El resultado fue que la república creyó haber logrado una victoria sobre España y volvió a su anterior política sobre el Adriático.
A pesar de todo, el agresivo Osuna no estaba dispuesto a reconocer las pretensiones de la Serenísima, máxime cuando ésta continuaba teniendo tratos con turcos y holandeses, y llegó a amenazar con su dimisión cuando la corte incluso trató de que todas sus naves fueran enviadas a Génova bajo el mando de su enemigo Pedro de Gamboa y Leyva. Sin embargo, tras negarse a devolver nada a Venecia, convenció al rey para permitir que sus flotas salieran de nuevo al Adriático, enarbolando la bandera del reino de Nápoles en vez del Aspa de Borgoña y con órdenes de sólo tomar las armas con propósito defensivo. El 9 de noviembre de 1617, Ribera partió de Brindisi con una flota de galeones con objeto de patrullar el canal de Otranto, coincidiendo con la salida de otra flota hispánica desde Reggio, esta de 13 galeras y con rumbo diferente. Tras una semana de navegación, Ribera se dirigió para recabar información a Ragusa, pero fueron descubiertos por mercantes venecianos, que dieron aviso a su armada comandada por Lorenzo Venier.

## Fuerzas entrenadas
La flota de Ribera estaba compuesta por 17 galeones: el Nuestra Señora de la Concepción, nave capitana con 50 cañones (según otros, 46 o 68) y 200 hombres; el Almirante, con 31 cañones y 150 hombres; el Santa María de Bison, el San Juan Bautista, el San Pedro y el Nuestra Señora de la Misericordia, con 30 cañones y 100 hombres; el Nuestra Señora de Trapani y el Perla, con 24 cañones y 94 hombres; el Sansón, el San Miguel y el San Ambrosio, con 77 hombres y 20 cañones; el Águila Imperial, el Diamante, el Nuestra Señora del Carmen, el Santa María de la Buena Ventura, el Tigre y el Mauricio, además del patache Santiago. En la batalla participaron 15, guarnecidos por 2500 hombres sin contar las tripulaciones.
Por su parte, Venier disponía de 18 galeones, 34 galeras, 6 galeazas y 16 barcones de tipo albanés.

## Batalla

### Primeros movimientos
El 20 de noviembre Ribera se acercó a Ragusa,y ante él se hallaba la gran flota veneciana en formación de media luna. A pesar del encuentro, no hubo acción de inmediato y anocheció sin soplar viento, por lo que las dos flotas se limitaron a observarse a la luz de los fanales.
Las naves españolas quedaron en pésima posición, ya que las corrientes disgregaron lentamente las flotas, pero mientras que las galeras venecianas podían operar sin viento y remolcar sus galeones, Ribera no podía hacer lo mismo al disponer solamente de galeones, cuyos botes no habrían estado a la altura de las galeras a la hora de remolcar. Los venecianos podría haber atacado durante la noche, aprovechando el distanciamiento de los buques españoles y la enorme ventaja numérica veneciana, pero Venier conocía la fama de la armada española, y aun con su enorme ventaja prefirió guardar la cautela hasta que fuera de día. Por su parte, Ribera envió al capitán Diego Duque de Estrada en una falúa a coordinarse con todos los buques españoles, animándoles a vender cara la vida en caso de un ataque en aquellas circunstancias y recordándoles que tendrían la ventaja en un abordaje. Durante la travesía, los venecianos se le acercaron con fuego de mosquete y aún abatieron al timonel que le llevaba.

### Choque
A las primeras luces del día 22, se levantó por fin un viento que, aunque soplaba en contra de los navíos españoles, les permitió juntarse orientando las velas. La capitana veneciana se acercó al frente de su flota, pero fue rechazada por el fuego de la artillería y dio media vuelta para volver a formar la media luna. Ribera pilló entonces por sorpresa a los venecianos al salir tras él en su buque insignia, el galeón Nuestra Señora de la Concepción, con tanto ímpetu que ni sus propios buques pudieron seguirle a causa de los malos vientos. El galeón español se introdujo en mitad de la escuadra de Venier, pero Ribera ordenó a sus tripulantes esconderse tras las pavesadas y fingir que el buque iba vacío, por lo que los venecianos creyeron que se trataba de alguna clase de brulote o barco bomba y se apresuraron a apartarse de él. Se produjo un caos en la flota veneciana que el Nuestra Señora aprovechó para descargar su artillería contra ellos, dándoles de lleno y causándoles graves daños.
Los restantes galeones españoles acudieron a resguardarlo, manteniendo la formación para no ser rodeados y uniendo su fuego de artillería al suyo. Las galeras de la Serenísima soltaron los cabos y bregaban por ponerse fuera de tiro mientras sus galeones intentaban girar por sí mismos y presentar el costado, pero sus movimientos tan sólo incrementaron la confusión entre sus filas y facilitaron el tino de la artillería española. Al cabo del rato, cuatro galeras se hundieron, y el mayor buque de ambas armadas, el gigantesco galeón veneciano San Marcos, de 60 cañones, quedó desarbolado. Los buques de Ribera buscaban el abordaje, pero los venecianos conocían la valía de la potente infantería de marina hispánica, por lo que hacían su mejor esfuerzo por alejarse de ellos bajo el denso fuego. La batalla transcurrió durante un día entero hasta el anochecer, cuando salvó a los venecianos que los vientos soplasen con más fuerza, lo que les permitió desbandarse y huir sin que los hispanos pudieran alcanzarles antes de caer el sol.

### Retirada
A la salida del alba, Venier comprobó que la flota veneciana estaba destrozada y finalmente dio la batalla por perdida, emprendiendo la retirada general en dirección a Korcula. Las galeras de la Serenísima estaban diezmadas y numerosos galeones estaban gravemente dañados, entre ellos el enorme San Marcos, que requirió un gran esfuerzo para ser remolcado. Los venecianos contaban 4000 bajas entre ellos, entre heridos, muertos y ahogados, a cambio de unas 300 de los españoles, entre cuyos barcos los daños eran menores en comparación. Ribera salió en pos de la flota enemiga a lomos de mejores vientos, pero entonces se levantó una violenta tempestad que obligó a los españoles a dirigirse de nuevo a Brindisi y a los venecianos a cambiar de rumbo hacia Manfredonia.
La persecución terminaría por no ser muy necesaria, ya que los daños sufridos en el combate dejaron muchos de los navíos venecianos vulnerables a la tormenta, de forma que perdieron además trece de sus galeras y una galeaza en su intento de alcanzar el puerto, pereciendo otros 2000 venecianos más. Los supervivientes que alcanzaron la costa croata fueron además asaltados por los uscocos, muchos de los cuales habían sido duramente reprimidos por Venecia a causa de su alianza con España en lo que autores han denominado un genocidio, y que aprovecharon para cobrarse venganza. Otro temporal alcanzó a su vez a la flota de Ribera, desperdigando sus naves y dejándoles tres días a merced de las olas, pero lograron reunirse sin problemas y arribar victoriosos a Brindisi.

## Consecuencias
La batalla fue muy celebrada en los virreinatos mediterráneos. El más tarde célebre soldado de los Tercios Duque de Estrada la describió con detalle en su autobiografía, mientras que Luis Vélez de Guevara dedicó al almirante Ribera una comedia, El asombro de Turquía y valiente toledano. Sin embargo, al mismo tiempo supondría la última victoria del Duque de Osuna, a quien los venecianos no perdonarían después de una humillación semejante.
Comenzaron a circular rumores en Venecia de que Osuna estaba detrás de una conjura interna contra la Serenísima, y en mayo de 1618 estalló la llamada Conjuración de Venecia, por la que se cometieron toda clase de tumultos y ejecuciones sumarias en la república, y se acusó a Osuna y a otros afines a España de haber cometido asesinatos políticos y de planear una rebelión de mercenarios franceses y holandeses para así invadir la ciudad. Por improbable o indemostrable que se supusiera, las noticias corrieron por toda Europa y alimentaron la ya existente Leyenda Negra que acusaba a los españoles de toda clase de perfidias. Al mismo tiempo, varios nobles napolitanos acusaron a Osuna de estar planeando su propia revolución para desgajar Nápoles de España y convertirlo en su reino particular, y esto coincidió con el enfrentamiento entre Osuna y Octavio de Aragón, y todavía más con la caída del valido Lerma y el escrutinio de todos los miembros de su administración, que incluía a Osuna. El resultado fue que el rey hizo llamar al virrey y lo relevó de su cargo en 1619.
Toda revisión quedó en dique seco debido a la muerte del rey, y a su sucesión por Felipe IV, cuyos propios validos, Baltasar de Zúñiga y Velasco y Gaspar de Guzmán, Conde-Duque de Olivares, ya no eran afines a Osuna. El virrey de Nápoles murió en prisión a la espera de continuar el proceso, sin más consideración por sus logros, mientras que Ribera y la porción de navíos bajo su mando pasarían a formar parte de la flota atlántica de Fadrique de Toledo Osorio. La ida de Osuna no supuso inmediatamente un derrumbe mediterráneo, ya que su presencia se vería parcialmente suplida por la de Álvaro de Bazán y Benavides, pero el desmantelamiento de su sistema de flotas corsarias, extremadamente rentables y potentes (en su apogeo, 20 galeones, 20 galeras y 30 buques menores, con tripulaciones bien ejercitadas en el corso, nada de lo cual había supuesto gasto a la corona y en cambio había traído enormes beneficios), dejaría tras de sí una nueva oportunidad perdida para la Monarquía Hispánica.